# أكسيد الرصاص الثنائي
 أكسيد الرصاص الثنائي (ملاحظة 1) مركب كيميائي له الصيغة PbO ، ويكون على شكل بلورات حمراء أو صفراء وذلك حسب البنية البلورية .

## الخواص
بنية أكسيد الرصاص الثنائي الأحمر لها بنية رباعية tetragonal وتعرف تحت اسم مرتك  Litharge أو المُرداسَنج ، والأخير ذكره الخوارزمي في كتابه مفاتيح العلوم (الأسرب هو الرصاص).

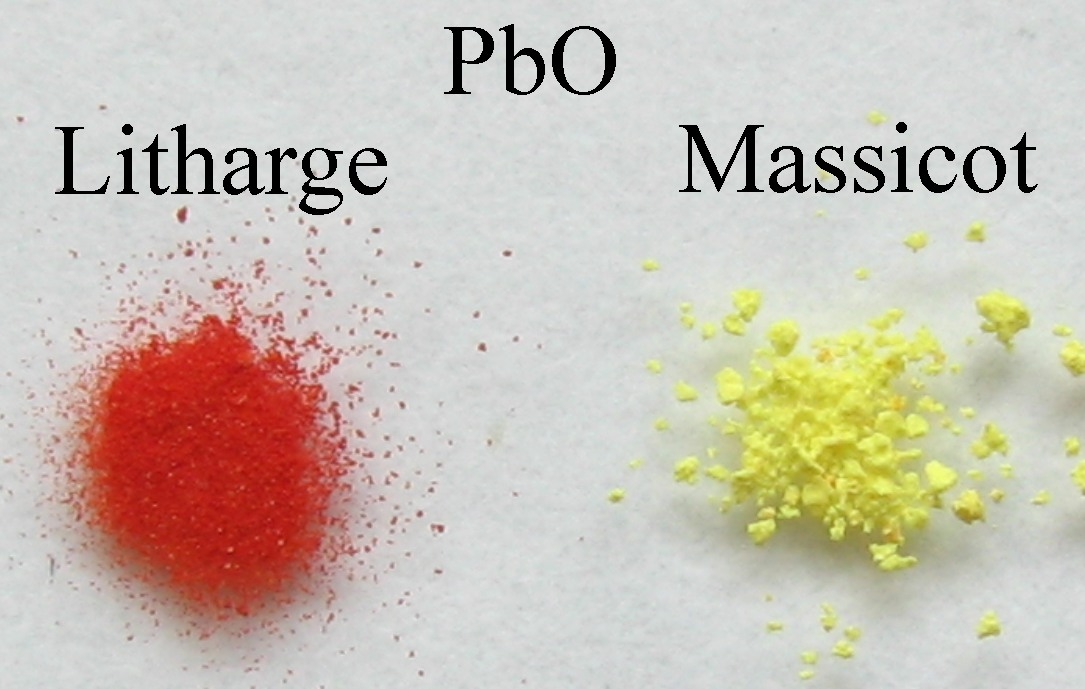
شكلي أكسيد الرصاص الثنائي

بتسخين المركب إلى درجة حرارة تبلغ 488° س  تتغير البنية ويحدث تحول في الشكل البنيوي إلى النظام البلوري المعيني القائم ويكون الناتج ذو لون أصفر يعرف باسم ماسيكوت Massicot .
يحدث هذا التحول بشكل بطيء عند درجات حرارة منخفضة لذلك فإن الشكل شبه شبه المستقر من أكسيد الرصاص الثنائي هو الشكل الأصفر.
يتفاعل أكسيد الرصاص الثنائي مع الأكسجين عند درجة حرارة تتراوح عند 500°س حيث يحصل تفاعل ضم مشكلاً رابع أكسيد الرصاص (أحمر الرصاص).
3PbO + 1/2 O2 → Pb3O4
تجدر الإشارة إلى ضرورة إبقاء درجة الحرارة تحت 550°س، وإلا تفكك المركب الناتج إلى مكوناته.

## التحضير
يحضر أكسيد الرصاص الثنائي من أكسدة فلز الرصاص المصهور عند حوالي 600°س .
2Pb + O2 → 2PbO
يحضر المركب بأسلوب آخر، وذلك بالتفكك الحراري لمركب نترات الرصاص الثنائي أو كربونات الرصاص
2Pb(NO3)2 → 2PbO + 4NO2 + O2
PbCO3 → PbO + CO2
كما ينتج من تفاعل هيدروكسيد الرصاص مع هيدروكسيد الصوديوم.

## الاستخدامات
- يستخدم في صناعة الادوية الخاصة بالامراض الجلدية كالبهاق والبرص والثعلبة.
- سابقاً كان يستعمل كخضاب وحالياً يستعمل لتحضير مركبات الرصاص الأخرى.
- يدخل مركب أكسيد الرصاص الثنائي ضمن المركبات المستعملة في فلكنة المطاط.
- يدخل أكسيد الرصاص الثنائي في بعض تفاعلات التكاثف في الاصطناع العضوي.[6]

## السلامة
مركبات الرصاص سامة يجب الحذر عند التعامل معها.

## هوامش
- (ملاحظة 1) يسمى أيضاً أحادي أكسيد الرصاص أو أول أكسيد الرصاص